# 蔡政宜
蔡政宜（1973年9月1日—），臺灣黑幫頭子、政治人物。他以2009年中華職棒假球事件主謀身分惡名昭彰。2022年當選嘉義縣議員。

## 黑幫事業
蔡政宜曾經當過地下錢莊的司機、黑幫角頭，後來又開地下簽賭站並收買中華職棒部分球員打假球，並以此牟利。2009年，因為中華職棒簽賭案而被檢警逮捕收押，在收押期間供出許多參與打假球的知名球員。蔡政宜最後判刑3年8個月定讞。胞妹蔡淑惠為現任東石鄉民代表。

### 名號
蔡政宜的本名在簽賭站或黑幫中並不知名，而多以綽號稱呼，連媒體報導時，大多都用綽號來代替本名。
蔡政宜原先綽號Sut-á，臺語的意思為「鞭子」。職棒簽賭的業界不敢直呼其綽號，改以臺語讀音近似的Hōo-sut-á稱呼，華語新聞轉寫作「雨刷仔」、「雨豎仔」、「雨刷」，其組織跟著寫作「雨刷集團」，司法院判決書也沿用前揭華語寫法。但若照教育部臺灣台語推薦用字，前者應寫作「術仔」、後者為「雨捽仔」。

### 中華職棒假球事件
蔡政宜於2006年至2009年間涉入中華職棒假球案，臺灣新北地方法院於2011年6月間，依涉違反刑法詐欺、組織犯罪條例等罪，判決前臺南縣議會議長吳健保、「雨刷集團」組頭蔡政宜，以及球員張誌家、陳致遠等23名被告有罪，其中蔡政宜遭判3年8月，得易科罰金。蔡政宜最終服刑至2016年出獄。

## 嘉義縣議員
2022年，蔡政宜投入第二十屆嘉義縣議員選舉，選區為嘉義縣第四選舉區（朴子市、六腳鄉、東石鄉），得票數9496票、得票率16.10%，當選。
2022年10月14日，蔡政宜以無黨籍身分投入嘉義縣議員選戰，於14日上午舉辦競選總部成立造勢會。曾任中國國民黨籍高雄市前議員的叔叔蔡慶源也到場站台。
2023年12月27日，時代力量發言人余佳蒨揭露，民主進步黨總統候選人賴清德與立法委員候選人蔡易餘「海區農漁民聯合競選後援會」設於2023年8月尚為蔡政宜服務處地點。蔡易餘回應，該後援會是由東石鄉農會支持者發起，請自己提供看板樣版後自行規畫使用該址，僅於成立大會時受邀前往向鄉親致意，與同為參加成立大會的當地人士蔡政宜同框，後援會與賴清德無關，選舉過後已撤除；自己與賴清德、蕭美琴的「東石聯合後援會」地點在另一處。

## 選舉紀錄
| 年度 | 選舉屆數               | 選舉區           | 所屬政黨 | 得票數  | 得票率 | 當選標記 | 備註 |
| ---- | ---------------------- | ---------------- | -------- | ------- | ------ | -------- | ---- |
| 2022 | 第二十屆嘉義縣議員選舉 | 嘉義縣第四選舉區 | 無黨籍   | 9,496票 | 16.10% |          |      |